# Christian Galan
Pour les articles homonymes, voir Galan.
Christian Galan, né en 1960 à Toulouse, est un japonologue français, professeur en langue et civilisation japonaises à l’université Toulouse-Jean-Jaurès (anciennement Toulouse-le Mirail) et chercheur à l'IFRAE (Institut français de recherche sur l'Asie de l'Est, ancien Centre d’études japonaises, CEJ) de l’Institut national des langues et civilisations orientales (Inalco, Paris). Il a consacré l'essentiel de ses travaux à l'étude de l'histoire de la pédagogie et de l'éducation au Japon ainsi qu'aux réformes éducatives actuelles et à la sociologie des jeunes et de l'enfance dans ce pays.

## Biographie
Sorti de l’École normale d’instituteurs de Toulouse en 1982, Christian Galan a soutenu une thèse de doctorat en études japonaises à l’Inalco (1997) et est titulaire de l’habilitation à diriger des recherches (2006). Ses enseignements actuels à l’université de Toulouse-Jean-Jaurès portent sur la langue ainsi que sur l’histoire et la société japonaises.
Ses domaines de recherche concernent essentiellement l’étude du système éducatif japonais dans ses différentes dimensions, historiques et pédagogiques notamment. Son parcours de chercheur s’est organisé autour de six grands axes auxquels se rattachent ses différentes publications : l’enseignement de la lecture au Japon : histoire, politique et pédagogie ; le système d’écriture du japonais et la question de l’illettrisme ; l’enseignement du japonais en France et en Europe : politique et recherche sur la pédagogie ; l’histoire du système éducatif japonais : passage de l’éducation de l’époque d’Edo à l’éducation durant l’ère Meiji, chronologie de l’histoire de l’éducation et étude de quelques époques charnières, transferts de savoir-faire en matière d’éducation entre le Japon et la Chine, etc. ; les réformes actuelles du système éducatif japonais et notamment celle des universités; l’histoire de l’enfance et des jeunes au Japon.
Au sein de l'IFRAE, il dirige le groupe de recherche « Éducation, enfance-s et société en Asie de l'Est » (anciennement « Éducation, enfance-s et société dans le Japon contemporain ») et co-dirige avec Emmanuel Lozerand (d) le groupe de recherche « Discours et débats de l’ère Meiji ». Il est également directeur de l’antenne toulousaine de l'IFRAE (anciennement CEJ), co-directeur avec Emmanuel Lozerand (d) de la Collection « Japon » aux Belles-Lettres.
Depuis 2010, il est chargé d’une mission d’inspection générale pour l’enseignement du japonais en France auprès du ministère de l’Éducation nationale. C'est durant sa mission qu'est créé en 2016 le CAPES externe de japonais, dont la première session se tient l'année suivante en 2017. Il en occupe les fonctions de président du jury de 2017 à 2020. À la rentrée scolaire 2022 a lieu le premier détachement d'un enseignant de japonais dans le corps des IA-IPR de japonais.
En 2022, il rédige pour le journal Le Monde la tribune « Le système éducatif japonais : quelles leçons immédiates pour notre pays ? » dans un contexte de succession d'annonces relatives à la revalorisation du métier d'enseignant en France.
En 2023, il cofonde avec ses collègues de la section de japonais de l’université Toulouse-Jean Jaurès la revue de japonologie Études japonaises. Il continue également d'intervenir dans les médias,, afin d’éclairer l’actualité de l'éducation en France à la lumière de l’exemple japonais. À la rentrée de septembre, il met un terme à sa fonction de chargé d'une mission d’inspection générale pour le japonais auprès de l’IGÉSR, après 13 années.

## Principales publications
(septembre 2024).
Dans un aperçu statistique relatifs aux écrits de Christian Galan, WorldCat recense 69 œuvres dans 143 publications en 3 langues présentes dans plus de 2020 fonds de bibliothèque.

### Ouvrages et directions d'ouvrage
- Christian Galan, L’Enseignement de la lecture au Japon – Politique et Éducation, Toulouse, PUM, 2001. (DOI 10.4000/books.pumi.5222)
- Christian Galan et Christine Nguyen Tri (sous la dir. de), « Aspects de la modernité à l’aube du XXe siècle : l’éducation en Chine et au Japon », Daruma – Revue internationale d’études japonaises, n° 12/13, automne 2002/printemps 2003.
- Christian Galan, Introduction à l’écriture japonaise, CD-Rom didacticiel (présentation de l’écrit japonais et exercices d’apprentissage des kanas), Toulouse, Université du Mirail, 2003.
- Christian Galan et Jacques Fijalkow (sous la dir. de), Langue, lecture et école au Japon, Arles, Philippe Picquier, 2006.  (ISBN 978-2877308656)
- Christian Galan, J’apprends le japonais, illustrations de Florence Lérot-Calvo, Arles, Philippe Picquier, 2007.  (ISBN 978-2877309660)
- Christian Galan et Arnaud Brotons (sous la dir. de), Japon pluriel 7, Philippe Picquier, 2008.  (ISBN 978-2809700022)
- Anne Gonon et Christian Galan (sous la dir. de), Le Monde comme horizon – État des sciences humaines et sociales au Japon, Arles, Philippe Picquier, 2009.  (ISBN 978-2809701005)
- Patrick Heinrich et Christian Galan (sous la dir. de), Language Life in Japan: Transformations and Prospects, Abingdon, Routledge, 2010.  (ISBN 978-0415587228)
- Christian Galan, I’m Learning Japanese, illustrations by Florence Lérot-Calvo, New York, Tuttle Publishing, 2010.  (ISBN 978-4805315538)
- Christian Galan et Emmanuel Lozerand (d) (sous la dir. de), La Famille japonaise moderne (1868-1926) – Discours et débats, Arles, Philippe Picquier, 2011.  (ISBN 978-2809702019)
- Christian Galan et Claude Lévi Alvarès (sous la dir. de), Dossiers des Sciences de l’Éducation, n° 27, « Séisme éducatif au Japon », mars 2012. (DOI 10.4000/dse.417)
- Christian Galan et Jean-Pierre Giraud (sous la dir. de), Individu-s et démocratie au Japon, Toulouse, PUM, « Tempus Histoire », 2015. (DOI 10.4000/books.pumi.12174)
- Christian Galan et Rémi Scoccimarro (sous la dir. de), « Trois ans avec Fukushima », Cahiers d’histoire immédiate, n° 47, mai 2015.  (ISBN 978-2810704125)
- Christian Galan et Jean-Marc Olivier (sous la dir. de), Histoire du Japon & Histoire au Japon, Toulouse, Privat, 2016.  (ISBN 978-2-7089-0547-4)
- Christian Galan et Patrick Heinrich (sous la dir. de), Being Young in Super-Aging Japan: Formative Events and Cultural Reactions, Abingdon, Routledge, 2018.  (ISBN 978-1138494978)
- Anne Gonon et Christian Galan, Occupy Tôkyô - SEALDs. Le Mouvement oublié, Latresne, Le Bord de l'eau, 2021.  (ISBN 978-2356877932)
- Christian Galan, Yves Cadot et Aline Henninger, Loyauté et patriotisme (le retour) – Éducation et néo-conservatisme dans le Japon du XXIe siècle, Rennes, PUR, 2023.  (ISBN 978-2753586574)
- Anne Gonon et Christian Galan, Occupy Tokyo: SEALDs, the Forgotten Movement, Leyde, Brill, 2023.  (ISBN 978-9004545922)
- Christian Galan et Harald Salomon, Histories of Children and Childhood in Meiji Japan, Abingdon, Routledge, 2023.  (ISBN 978-0367651336)

### Chapitres d'ouvrage
- Christian Galan, « Lecture et illettrisme : l’exception japonaise – discours et réalité », in Patrick Beillevaire et Anne Gossot (sous la dir. de), Japon pluriel, Arles, Philippe Picquier, 1995, p. 143-150.  (ISBN 978-2877302296)
- Christian Galan, « Japon : l’uniformité comme principe pédagogique », in collectif, Actes du colloque « Défendre et transformer l’école pour tous », Université de Provence, Marseille, 3-4-5 octobre 1997, édités sur CD-Rom par l’IUFM d’Aix-Marseille, 1998. (URL https://hal.archives-ouvertes.fr/hal-02399202/document)
- Christian Galan, « Pestalozzi, Herbart et la pédagogie japonaise », in Jean-Pierre Berthon et Anne Gossot (sous la dir. de), Japon pluriel 3, Arles, Philippe Picquier, 1999, p. 53-61.  (ISBN 978-2877304436)
- Christian Galan, « Kanji et kana : ce que nous apprennent les travaux de psycho et neurolinguistique », in Nadine Lucas et Cécile Sakai (sous la dir. de), Japon pluriel 4, Arles, Philippe Picquier, 2001, p. 109-122.  (ISBN 978-2877305686)
- Christian Galan, « Le Wazoku dôjikun de Kaibara Ekiken : premier traité de pédagogie japonais », in Josef Kyburz, François Macé et Charlotte von Verschuer (édité par), Éloge des sources – reflets du Japon ancien et moderne, Arles, Philippe Picquier, 2004, p. 99-138.  (ISBN 978-2877306898)
- Christian Galan, « La réforme des universités nationales japonaises », in collectif, Quelques facettes du Japon d’aujourd’hui: société, politique, économie, éducation, religion, théâtre, Strasbourg, Maison Universitaire du Japon en France, 2004, p. 26-50. (URL https://greve.lille1.fr/images/Japon.pdf)
- Christian Galan, « Le concept de réforme dans l’histoire de l’éducation japonaise », in Estelle Leggeri-Bauer, Sakaé Murakami-Giroux, Elisabeth Weinberg de Touchet (sous la dir. de), Japon pluriel 6, Arles, Philippe Picquier, 2006, p. 353-363.  (ISBN 978-2877308366)
- Christian Galan, « Le nouveau paradigme éducatif du début de Meiji : analyse d’une liasse de copies de compositions d’écoliers des années 1876/1877 », Cahiers du GREJA, n° 2-3, « Éducation au Japon et en Chine : éléments d’histoire (XIXe – XXe siècles) », 2006, p. 21-47.  (ISBN 978-2846541237)
- Christian Galan, « L’évolution du concept d’“éducation d’après-guerre” », in Michael Lucken, Anne Bayard-Sakai et Emmanuel Lozerand (sous la dir. de), Le Japon après la guerre, Arles, Philippe Picquier, 2006, p. 47-81 ; réédité sous le titre Sengo, le Japon après la guerre, Paris, Presses de l’Inalco, 2017.  (ISBN 978-2858312474)
- Christian Galan, « La libéralisation de l’enseignement supérieur au Japon », in Christophe Charle et Charles Soulié (sous la dir. de), Les Ravages de la modernisation universitaire, Paris, Syllepse, 2008, p. 231-249.  (ISBN 978-2849501528)
- Christian Galan, « L’“orthographe” mixte du japonais : le libre choix du scripteur », in Catherine Brissaud, Jean-Pierre Jaffré, Jean-Christophe Pellat (sous la dir. de), Nouvelles Recherches en orthographe, Limoges, Editions Lambert-Lucas, 2008, p. 53-70.  (ISBN 978-2915806755)
- Christian Galan, « A mes tout petits, d’Arishima Takeo : une autre vision de la famille meijienne », in Noriko Berlinguez-Kôno et Bernard Thomann (sous la dir. de), Japon pluriel 8 – La Modernité en perspective, Arles, Philippe Picquier, 2010, p. 515-525.  (ISBN 978-2809702248)
- Christian Galan, « Contrôle scolaire, censure d’État – le cas du Japon », in Sakae Murakami-Giroux, Christiane Séguy et Sandra Schaal (sous la dir. de), Censure, autocensure et tabous, Arles, Philippe Picquier, 2011, p. 233-251.  (ISBN 978-2809702569)
- Christian Galan, « La réforme de la Loi fondamentale de l’éducation de 2006 : quelle réponse à la “crise” du système Éducatif japonais ? », in Jean-Michel Butel et Makiko Ueda (sous la dir. de), Japon pluriel 9, Arles, Philippe Picquier, 2013, p. 497-506.  (ISBN 978-2809709681)
- Christian Galan, « Sortir ou rester, et comment ? – quatre pistes possibles pour l’étude des hikikomori », in Maïa Fansten, Cristina Figueiredo, Nancy Pionnié-Dax et Natacha Vellut (sous la dir. de), Hikikomori, ces adolescents en retrait, Paris, Armand Colin, 2014, p. 94-111.  (ISBN 978-2200291662)
- Christian Galan, « L’ère Taishô, premier âge d’or de l’“éducation rêvée” au Japon », in Yves Cadot, Dan Fujiwara, Tomomi Ôta et Rémi Scoccimarro (sous la dir. de), Japon pluriel 10, Arles, Philippe Picquier, 2015, p. 23-61.  (ISBN 978-2809710595)
- Christian Galan, « La réforme des universités en France et au Japon : une comparaison et deux enseignements », in Areser – Christophe Charle et Charles Soulié (sous la dir. de), La Dérégulation universitaire – La construction étatisée des marchés universitaires dans le monde, Paris, Syllepse, 2015, p. 269-285.  (ISBN 978-2849504680)
- Christian Galan, « Éducation et censure au Japon », in Laurent Martin (sous la dir. de), Les Censures dans le monde, Rennes, Presses universitaires de Rennes, 2016, p. 209-228.  (ISBN 978-2753555495)
- Christian Galan, « Les jeunes et l’université au Japon : la nouvelle donne », in Julien Bouvard et Cléa Patin (sous la dir. de), Japon pluriel 12, Arles, Philippe Picquier, 2018, p. 605-615.  (ISBN 978-2809713930)
- Christian Galan, « Modernes vs modan : enfants et écoliers dans le Japon des années 1920-1930 », in Sandra Schaal (sous la dir. de), Reconsidérer le « modan » : la ville, le corps et le genre dans le Japon de l’entre-deux-guerres, Arles, Philippe Picquier, 2020, p. 189-232.  (ISBN 978-2809715439)

### Articles
- Christian Galan, « L’Importance de l’“environnement” dans l’apprentissage de la lecture au Japon », Psychologie et Éducation, n° 20, mars 1995, p. 49-69.
- Christian Galan, « Japon : l’enseignement de la lecture dans le cas d’une écriture mixte – problématique et politique », Revue Française de Pédagogie, n° 113, octobre- décembre 1995, p. 5-18. (DOI 10.3406/rfp.1995.1214)
- Christian Galan, « Le paysage scolaire à la veille de la Restauration de Meiji – écoles et manuels», Ebisu – Études japonaises, n° 17, printemps-été 1998, p. 5-48. (DOI 10.3406/ebisu.1998.985)
- Christian Galan, « L’enseignement de la lecture à la veille de la promulgation du Gakusei (1872) – La méthode classique », Ebisu – Études japonaises, n° 18, automne-hiver 1998, p. 5-47. (DOI 10.3406/ebisu.1998.1000)
- Christian Galan, « Les manuels de langue au lendemain de la Restauration de Meiji – Les innovations de la période du décret sur l’éducation », Cipango – Cahiers d’études japonaises, n° 8, automne 1999, p. 215-257.
- Christian Galan, « L’ébauche d’un nouvel enseignement de la langue écrite à la veille des réformes éducatives de 1872 », Ebisu – Études japonaises, n° 22, automne-hiver 1999, p. 77-124. (DOI 10.3406/ebisu.1999.1027)
- Christian Galan, « Lire le Japonais », Faits de langue, n° 17 « Coréen-japonais », 2001, p. 43-48. (URL https://www.persee.fr/doc/clao_0153-3320_2003_num_32_1_1630)
- Christian Galan, « La “privatisation” des universités nationales japonaises », Cahiers de la recherche sur l’éducation et les savoirs, n° 4, 2005, p. 211-228.  (ISBN 978-2735110544) ; (URL https://journals.openedition.org/cres/1294)
- Christian Galan, « Immigration, langue, école et citoyenneté au Japon: l’école japonaise face à la scolarisation des enfants d’immigrants », Revue Française de Pédagogie, n° 153, octobre-novembre-décembre 2005, p. 109-119. (DOI 10.3406/rfp.2005.3398)
- Christian Galan, « Langue et apprentissage de la lecture au Japon », L’Information grammaticale, n° 133, mars 2012, p. 41-50. (URL https://hal.archives-ouvertes.fr/hal-03203687)
- Christian Galan, « Éducation scolaire et “laïcité” au Japon », Administration et Éducation, n° 148, 2015 (n° 4), p. 149-161. (URL https://www.cairn.info/revue-administration-et-education-2015-4-page-149.htm)
- Christian Galan, « L’enseignement de l’histoire au Japon : jusqu’ici tout allait (presque) bien », Écrire l’histoire, n° 17, 2017, p. 209-217. (DOI 10.4000/elh.1275)
- Christian Galan, « Eugénisme et éducation dans le Japon d’après-guerre », Cipango – Cahiers d’études japonaises, n° 24, 2020, p. 163-207. (DOI 10.4000/cipango.4638)

### Traductions
- « La loi fondamentale sur l’éducation, Kyôiku kihon hô (1947) », traduit du japonais par Christian Galan, in Michael Lucken, Anne Bayard-Sakai et Emmanuel Lozerand (sous la dir. de), Sengo, le Japon après la guerre, Arles, Philippe Picquier, 2006, p. 387-389 ; réédité sous le titre Sengo, le Japon après la guerre, Paris, Presses de l’Inalco, 2017.  (ISBN 978-2858312474)

- Fukuzawa Yukichi, L’Appel à l’étude, édition complète, traduit du japonais, annoté et présenté par Christian Galan, Paris, Les Belles Lettres, avril 2018, 220 p.  (ISBN 978-2251447964)